# Aeropuerto de Malatya Erhaç
El Aeropuerto de Erhaç o Aeropuerto de Malatya Erhaç ((en turco) Malatya Erhaç Havaalanı) (IATA: MLX, OACI: LTAT) es un pequeño aeropuerto civil y base aérea en Malatya, Turquía. El aeropuerto, inaugurado en 1941, está ubicado a 34 km de Malatya.
En 2006, el aeropuerto de Malatya Erhaç atendió 3.878 aviones y 406.425 pasajeros. Entre las instalaciones se cuenta una terminal de 1.065 m² y un aparcamiento para 97 coches.
Erhaç es la 7ª base aérea (Ana Jet Üs o AJÜ) de la 2ª comandancia de la Fuerza Aérea (Hava Kuvvet Komutanligi) Turca (Türk Hava Kuvvetleri). Otras bases aéreas de esta comandancia son Merzifon (LTAP), Diyarbakır (LTCC) e İncirlik (LTAG).

## Aerolíneas y destinos
- Atlasjet (Estambul-Atatürk)
- Blue Wings (Düsseldorf)
- Pegasus Airlines (Estambul-Sabiha Gökçen)
  - Pegasus Airlines operado por Izair (Esmirna)
- Turkish Airlines (Ankara, Estambul-Ataturk)
  - Turkish Airlines operado por SunExpress (Esmirna)